# Kościół św. Mikołaja w Międzyrzecu Podlaskim
Kościół pw. św. Mikołaja w Międzyrzecu Podlaskim – kościół parafialny parafii św. Mikołaja w Międzyrzecu Podlaskim. Siedziba księdza dziekana dekanatu międzyrzeckiego w diecezji siedleckiej.
Pierwsza najprawdopodobniej drewniana świątynia wybudowana została w XII w. i była stosunkowo bogato uposażona przez ofiarodawców. Na oficjalnej pieczęci kościelnej wyryty jest rok 1174. Obecny murowany kościół parafialny zbudowany został pomiędzy 1460 a 1477 przez właściciela Międzyrzeca Podlaskiego Jana Nassutowicza - ówczesnego starostę brzeskiego. Kościół ten strawił pożar. Odrestaurował go August Czartoryski. Ponowna konsekracja świątyni nastąpiła w roku 1741, a dokonał tego bp Andrzej Załuski. Obecnie styl świątyni jest barokowy natomiast neoklasycystyczna fasada została zaprojektowana przez Piotra Aignera.

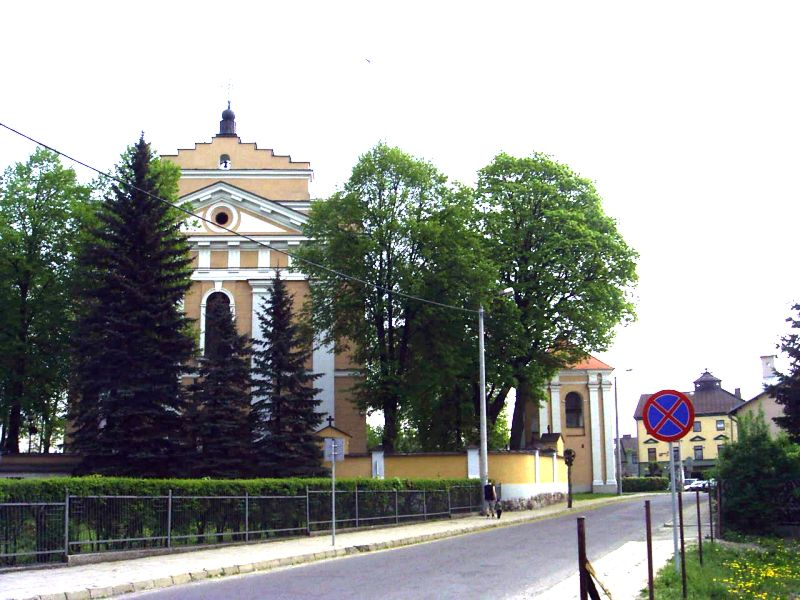
Fasada kościoła św. Mikołaja
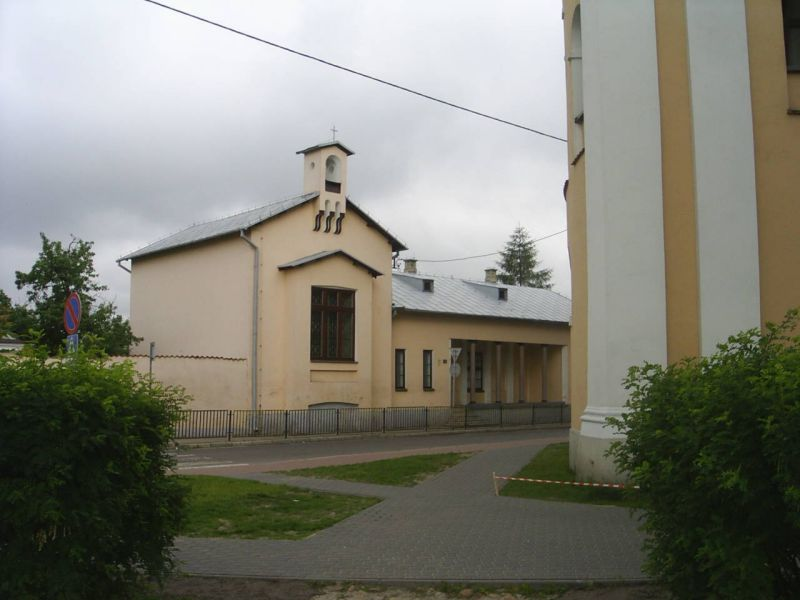
Szkoła parafialna
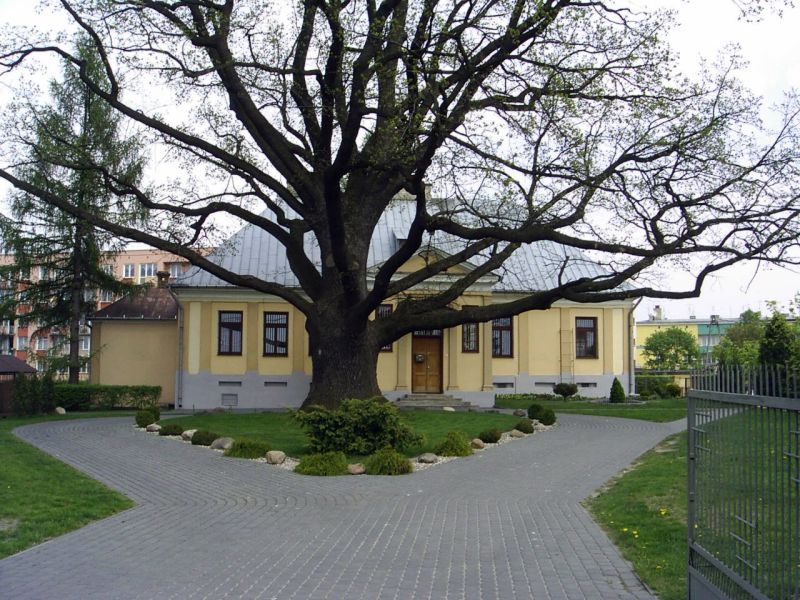
Plebania i zabytkowy dąb upamiętniający podpisanie Konstytucji 3 maja
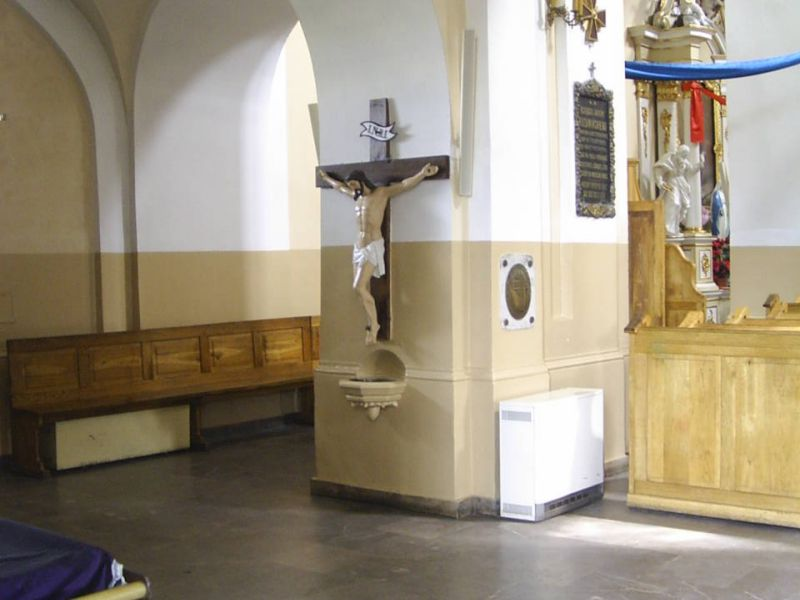
Wnętrze kościoła św. Mikołaja